# 浦和事件
浦和事件（うらわじけん）とは1948年（昭和23年）に埼玉県北葛飾郡吉田村（現在の幸手市）で発生した殺人事件及びこの事件を対象として参議院法務委員会が行なった調査が司法の独立を害するのではないかとして問題となった事件。

## 事件の概要
1948年（昭和23年）4月7日、漁師の夫が妻子を顧みずに家屋宅地全財産を処分して賭博にふけっていたため、前途を悲観した妻Aが親子心中をはかって3人の子供（8歳、4歳、２歳。いずれも女の子）を絞殺し、自身も殺鼠剤を入れた煮汁を飲んだ。Aは殺鼠剤が体に回る時間を見計らって警察に自首した。
Aは殺人罪で起訴されたものの、1948年（昭和23年）年7月2日、浦和地裁（牛山毅裁判長）が「犯行動機その他に情状酌量すべき点がある」として、被害者3名の殺人事件としては異例の懲役3年執行猶予3年の判決（求刑・懲役3年）を下した。検察もこれに控訴せず、判決は確定した。

## 参議院法務委員会による調査
1948年（昭和23年）5月6日に「裁判官の刑事事件不当処理等の調査委員会」を設置していた参議院法務委員会（伊藤修委員長）は、同年10月30日、浦和事件を「子どもの人権を軽視した封建思想の裁判」であるとして「検察及び裁判の運営に関する調査」を行うことを決議した。
参議院法務委員会は、最高裁から司法の独立に抵触する恐れがあると警告されたにもかかわらず、この事件を取り上げ、調査員を派遣して裁判長を務めた牛山毅判事ら10人から事情聴取した上、Aや元夫、担当検事らを証人として呼び出し、国政調査権に基づく調査を行った（占領軍の一部に「親が子を所有物視しているのではないか」との声があったことが契機になったと指摘されている）。また、参議院法務委員会は、最高裁に対して牛山判事が本件を審理した経過などについて報告を求め、大河内一男、宮本百合子らや朝日新聞・毎日新聞・読売新聞の社会部長に意見を求めた。
1949年（昭和24年）3月に参議院法務委員会は「検察官および裁判官の本件犯罪の動機、その他の事実認定は不満足であり、執行猶予付きの懲役3年の刑は軽きに失し当を得ない」という報告書をまとめ、事実認定の誤りを指摘するとともに量刑が軽いため不当であると結論づけた。

## 最高裁判所の対応
これに対し最高裁判所は1949年（昭和24年）5月20日に裁判官会議を開いて、
- 「国政に関する調査権は、国会又は各議院が憲法上与えられている立法権、予算審議権等の適法な権限を行使するにあたりその必要な資料を集取するための補充的権限に他ならない。」
- 「司法権は憲法上裁判所に専属するものであり、国会が、個々の具体的裁判について事実認定もしくは量刑等の当否を精査批判し、又は司法部に対し指摘勧告する等の目的をもって、前述の如き行動に及んだことは、司法権の独立を侵害し、まさに憲法上国会に許された国政調査権の範囲を逸脱する措置といわねばならない」

として最高裁判事の一致の意見として強く抗議を申し入れた。これを契機に学界・国会・裁判所を巻き込んだ議論が展開された。

## 世論の反応
法曹界、学界、マスコミは、判決及び最高裁の考えを支持し、参議院法務委員会への批判が集まった（東大の憲法学者宮沢俊義、刑法学者團藤重光（後の最高裁判事）が参議院法務委員会を批判した影響が大きかったとの指摘がある。）。
このような状況の中、参議院法務委員会は、最高裁の上記申し入れに回答しないまま、1949年（昭和24年）5月24日に
- 国政調査権は国会が国政全般にわたって調査できる独立の権能である。
- 最高裁の申し入れは越権行為である

という内容の談話を法務委員長名で発表したものの、勧告はできなかった。当時の参議院議長の松平恒雄は、法務委員会の発表後、「法務委員長から見解発表が行われてしまったのであるが、これは参議院全体の意見ではない」という趣旨の説明を行なった。
これで事実上、最高裁の主張が通ったこととなり、松平のこの説明後、論争は終息した。そのため、結果として十分な議論が展開されたとは言えない状況にあるとの指摘がある。